# Ліхтарна акула короткоплавцева
Ліхтарна акула короткоплавцева (Etmopterus joungi) — акула з роду Ліхтарна акула родини Ліхтарні акули. Інша назва «тайванська ліхтарна акула».

## Опис
Загальна довжина досягає 45,6 см. Голова відносно коротка, складає 15,3-16% довжини тіла. Морда коротка, близько 8% довжини тіла. Очі великі. Рот широкий та зігнутий. Зуби верхньої щелепи мають високу центральну верхівку та 1-2 пари маленьких бокових верхівок. Зуби на нижній щерепі розташовані в 1 рядок та утворюють верхніми крайками суцільну ріжучу кромку-лезо. Тулуб витягнутий, стрункий. Шкіряна луска усічена, низька з конічною гакоподібною коронкою, розкидані по тілу нерегулярно. Осьовий скелет складається з 84-88 хребців. Спиральних звитків спирального клапана шлунку — 11. Грудні плавці дуже вузькі, мають кутуваті верхівки, прямокутні вільні кінці. Має 2 спинних плавця з шипами. Шип переднього плавця короткий. Шип заднього плавця довгий та зігнутий. Хвостовий плавець короткий та вузький.
Забарвлення спини та боків темно-сірого кольору, черево та нижня сторона голова чорного кольору з темно-сірими ділянками. З боків над черевними плавцями є чорні плямочки.

## Спосіб життя
Тримається на глибині до 300 м. Здійснює добові міграції. Живиться креветками, дрібними головоногими молюсками та невеличкою донною рибою.
Статева зрілість у самців настає при розмірі 32-33 см. Це яйцеживородна акула. Про процес парування та розмноження немає відомостей.
Вживається в їжу, проте ловиться лише місцевими рибалками.

## Розповсюдження
Мешкає в акваторії Тайваня.